# Shubhadrangi
Shubhadrangi, (também conhecida pelos nomes Dhamma e Janapadakalyani) de acordo com fontes budistas, era uma esposa do imperador máuria, Bindusara e a mãe de seu sucessor, Açoca. O Açocavadana afirma que Shubhadrangi era filha de um brâmane da cidade de Champa. As lendas afirmam que a política do palácio a manteve afastada de Bindusara e, quando ela finalmente teve acesso a ele e deu à luz um filho, ela teria exclamado: «Agora estou sem tristeza», o que levou a criança a ser chamada «Açoca» (que significa sem tristeza). O nome do seu segundo filho, Vitaçoca (que significa tristeza terminada), tem uma procedência semelhante.